# Сантильян, Фернандо де
Фернандо де Сантильян или Эрнандо де Сантильян (исп. Fernando de Santillan или исп. Hernando de Santillán; около 1519 — 8 июня 1574, Лима, Перу) — испанский юрист, чиновник и историк, епископ Чаркаса. Составил официальный доклад об истории инков, в частности, об административном устройстве империи, а также системе податей. Автор известной «Подати Сантильана» (es:Tasa de Santillán), внедрённой в 1558 году в Чили.

## Биография
О его юности ничего неизвестно.

### Оидор Аудиенции в Лиме
Оидором в Лиме был с 1548 года.

### Судья Королевской Аудиенции в Перу
В 1550 году был судьей Королевской Аудиенции в Лиме.

### Поездка в Чили
В 1557 году едет в Чили вместе с новым губернатором Гарсия Уртадо де Мендоса.

### Подать Сантильана
Фернандо являлся автором известной «Подати Сантильана» (es:Tasa de Santillán), внедрённой в 1558 году в Чили — это были первые законы, регулировавшие отношения между испанцами и мапуче. Они были установлены из-за большого уменьшения населения от миграций и плохого обращения с индейцами.
Подать состояла в системе миты и заключалась в обязательстве касика группы индейцев посылать одного из шести индейцев на рудники и шахты, и каждого пятого на сельскохозяйственные работы. От работ освобождались женщины и лица не достигшие 18 лет и старшие 50 лет, и устанавливалось, что индейцев содержали энкомендеро, которые должны были лечить их от болезней, заботиться об обращении их в христианство, не обращаться с ними как со зверьми, и не принуждать их к работам по воскресеньям и праздникам. Утверждалось существование системы алькальдов на шахтах, обязанных присматривать за дисциплиной промывателей золота.
4 июня 1559 года он вынес постановление о добром правлении, замирении и защите Чили.

### Снова в Лиме
В 1561 году вновь оказывается в Лиме в качестве оидора. В 1563 году на королевский запрос об инкской системе податей он предоставил свой ответ.

### Оидор и Президент Аудиенции в Кито
Он был оидором Королевской Аудиенции в Кито. Так, он написал королю в 1564 году письмо о своём прибытии в этот город и принятии служебных обязанностей
11 октября 1564 года он принял на себя обязанности в Аудиенции. Президентом он был три года.
Также им были вынесены приговоры:
- 1570 — один приговор в качестве Президента Кито.
- один приговор в качестве оидора Лимы.[5]

В коллекции Саласара и Кастро под каталожным номером 630 (без даты и места составления) хранится его письмо, как Президента Аудиенции в Кито, впоследствии епископа Чаркас, своим законным дочерям с наставлением жить честно и по-христиански.

### Епископство в Чаркас
В 1578 году согласно королевской грамоте на посту епископа в Чаркас его сменил Алонсо Гранеро Рамирес де Авалос.

### Смерть
По сведениям Антонио де Ульоа, государственного судьи Королевской палаты, смерть Фернандо де Сантильяна наступила 8 июня 1574 года в городе Лима на пути к своему епископскому месту в город Ла-Плата.

## Личная жизнь

### Жена
Его женой с 1555 года была Ана Вильегас.

### Дети
Известны две его дочери:
- Менсиа
- Инес де Сантильан.

## Произведения
Оригинал его Доклада хранится в Библиотеке Эскориала (Испания). Доклад касается системы управления империи Инков, а также системы их податей. Он описывает вред, нанесённый землям Перу испанскими неурядицами и гражданскими войнами.
- RELACION DEL ORIGEN, DESCENDENCIA, POLITICA Y GOBIERNO DE LOS INCA (1555). Архивировано 10 июля 2012 года.

### Русский перевод
- Фернандо де Сантильян. Фернандо де Сантильян. Выдержки из его "Доклада о начале, происхождении, политике и управлении Инков" (1555). www.bloknot.info (А.Скромницкий) (30 ноября 2010). — Сведения об инках извлечены книги: Fernando de Santillan. Relacion del orígen, descendencia, política y gobierno de los incas // Tres relaciones de antigüedades peruanas. – Madrid, 1879. Дата обращения: 30 ноября 2010.